# Eleições municipais em Maceió em 1988
As eleições municipais em Maceió em 1988 ocorreram em 15 de novembro, como parte das eleições municipais em 24 estados brasileiros e nos  territórios federais do Amapá e Roraima. Foram eleitos o prefeito Guilherme Palmeira, o vice-prefeito João Sampaio e 21 vereadores.
Nascido em Maceió, o advogado Guilherme Palmeira formou-se na Universidade Federal do Rio de Janeiro em 1963. Filho de Rui Palmeira e irmão de Vladimir Palmeira, foi eleito deputado estadual via ARENA em 1966, 1970 e 1974, licenciando-se para ocupar a Secretaria de Indústria e Comércio no primeiro governo Divaldo Suruagy, de quem recebeu apoio para tornar-se governador de Alagoas por via indireta em 1978. Eleito senador pelo PDS em 1982, votou em Tancredo Neves no Colégio Eleitoral em 1985. Tornou-se presidente nacional do PFL no início da Nova República, mas foi derrotado por Fernando Collor ao disputar o governo estadual em 1986. Signatário da Constituição de 1988, renunciou ao mandato parlamentar no mesmo ano ao eleger-se prefeito de Maceió.
Também natural de Maceió, o engenheiro agrônomo João Sampaio graduou-se em 1963 pela Universidade Federal Rural de Pernambuco, trabalhando na indústria sucroalcooleira em Pernambuco e Alagoas. Em 1971 foi nomeado prefeito da capital alagoana pelo governador Afrânio Lages e em 1975 assumiu o cargo de secretário de Agricultura a convite do governador Divaldo Suruagy. Eleito deputado estadual em 1978, transitou da ARENA para o PDS, assumindo o posto de secretário de Viação e Obras Públicas no governo Teobaldo Barbosa. Candidato a prefeito de Maceió pelo PFL em 1985, foi vencido por Djalma Falcão e em 1986 figurou como primeiro suplente de deputado estadual. Eleito vice-prefeito de Maceió em 1988, tornou-se prefeito quando Guilherme Palmeira renunciou em 1990, seis meses antes de eleger-se senador. Em 16 de dezembro de 1991, pediu licença do cargo de prefeito por vinte dias para tratamento de saúde, ocasionando a posse do presidente da Câmara Municipal, vereador Walter Pitombo Laranjeiras, na chefia do executivo. Filiado ao PFL, o interino recebeu a renúncia de João Sampaio à prefeitura em 12 de fevereiro de 1992.

## Resultado da eleição para prefeito
Foram apurados 148.465 votos nominais, assim distribuídos:
| Candidatos a prefeito de Maceió | Candidatos a vice-prefeito   | Número | Coligação                                         | Votação | Percentual |
| ------------------------------- | ---------------------------- | ------ | ------------------------------------------------- | ------- | ---------- |
| Guilherme Palmeira PFL          | João Sampaio PFL             | 25     | PFL, PDS                                          | 67.830  | 45,69%     |
| Renan Calheiros PSDB            | Sabino Romariz PDT           | 45     | Frente Progressista (PSDB, PMDB, PTB, PDT, PCdoB) | 51.481  | 34,68%     |
| Dilton Simões PSB               | Fernando Barreiros PSB       | 40     | PSB (sem coligação)                               | 27.706  | 18,66%     |
| Pedro Verdino PT                | Benedito Roque da Costa PT   | 13     | PT (sem coligação)                                | 896     | 0,60%      |
| Mendonça Neto PMN               | Lineuza Nogueira Romariz PMN | 33     | PMN (sem coligação)                               | 552     | 0,37%      |